# Dagmar Röhrlich

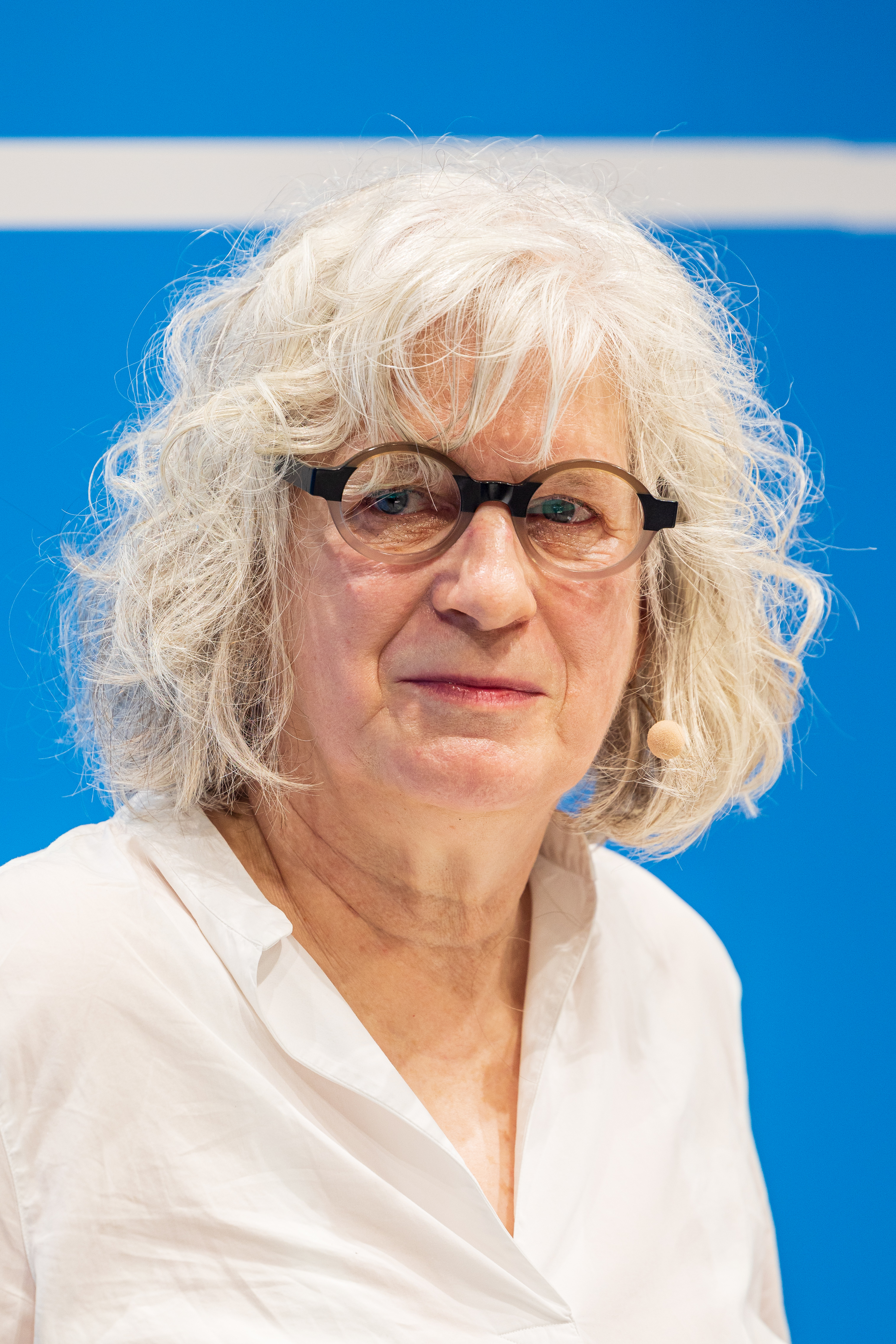
Dagmar Röhrlich auf der Frankfurter Buchmesse 2022

Dagmar Röhrlich (* 1956 in Aachen) ist eine deutsche Wissenschaftsjournalistin.

## Leben
Röhrlich studierte Geologie und Geophysik. Sie arbeitet als freie Journalistin für Hörfunk und Printmedien. Ihre Radio-Features waren unter anderem beim WDR, dem Deutschlandfunk und dem Südwestrundfunk zu hören. Für ihre Hörfunkarbeit erhielt sie 1999 den Georg von Holtzbrinck Preis für Wissenschaftsjournalismus. Ihr Radio-Feature Die Suche nach anderen Erden – Vom Ursprung des Lebens für den WDR wurde 2003 mit dem RWTH-Preis Wissenschaftsjournalismus ausgezeichnet. Im Januar 2012 erhielt Röhrlich die Auszeichnung „Wissenschaftsjournalistin des Jahres“ vom medium magazin des Oberauer-Verlags.
Röhrlich veröffentlichte zahlreiche Bücher zu verschiedenen wissenschaftlichen Themen, die sich teilweise ausdrücklich an Kinder und Jugendliche richten.
Im April 2002 wurde Röhrlich (als Nachfolgerin von Edgar Forschbach) Schatzmeisterin der Wissenschafts-Pressekonferenz (WPK). Sie lebt mit ihrer Familie in Köln.
2010 war Röhrlich als „Goethe Writer in Residence“ an der University of British Columbia tätig, wo sie Seminare am Institut für Journalistik hielt.
Sie ist Autorin ganzer Sendungen des täglich erscheinenden Magazins Deutschlandfunk Hintergrund.
Im Wintersemester 2019/2020 hat Röhrlich die Springer Nature Gastprofessur für Wissenschaftskommunikation an der Universität Heidelberg inne, wo sie ein Programm mit mehreren Workshops und öffentlichen Vorträgen gestaltet.

## Auszeichnungen
- 1997: Medienpreis der „Landesinitiative Zukunftsenergien NRW“
- 1999: Georg von Holtzbrinck Preis für Wirtschaftspublizistik für Tscheljabinsk 65 – die geheime Katastrophe am Ural
- 2002: Karl-Winnacker-Preis des Deutschen Atomforums
- 2003: RWTH-Preis Wissenschaftsjournalismus
- 2011: Wissenschaftsjournalistin des Jahres für ihre verständliche Berichterstattung über die Nuklearkatastrophe von Fukushima[8][9]
- 2013: RWTH-Preis Wissenschaftsjournalismus, 3. Preis[10] für Dosis der Angst – Über die Wirkung schwacher radioaktiver Strahlung
- 2018: Expopharm-Medienpreis, Kategorie „Apotheke und Politik“[11] für Lieferengpässe bei Medikamenten – Notstand im Apotheker-Regal[12]
- 2019: Springer Nature Gastprofessur für Wissenschaftskommunikation an der Universität Heidelberg
- 2025: UMSICHT-Wissenschaftspreis in der Kategorie Journalismus

## Schriften
- Urmeer: Die Entstehung des Lebens. Mare, 2012 (Illustration: Jürgen Willbarth)[13]
- Tiefsee: Von Schwarzen Rauchern und blinkenden Fischen. Mare, 2010 (Illustration: Jan Feindt)[14]
- Die Spur des Menschen: Oder was die Erde alles aushalten muss. Bloomsbury, 2008
- Hallo? Jemand da draußen? Der Ursprung des Lebens und die Suche nach neuen Welten. Spektrum Akademischer Verlag, 2008
- Evolution auf der Achterbahn: Oder warum wir Menschen unsere Existenz einem Vulkanausbruch verdanken. Bloomsbury, 2006 (Illustration: Kristina Möller)